# Bioorganic & Medicinal Chemistry
Bioorganic & Medicinal Chemistry, abgekürzt Bioorg. Med. Chem., ist eine wissenschaftliche Fachzeitschrift, die vom Elsevier-Verlag veröffentlicht wird. Die Zeitschrift erscheint mit 24 Ausgaben im Jahr. Es werden Artikel veröffentlicht, die sich mit molekularen Wechselwirkungen in Rezeptoren, Kanälen, Enzymen, Nukleotiden, Lipiden und Sacchariden der Botanik beschäftigen.
Der Impact Factor lag im Jahr 2014 bei 2,793. Nach der Statistik des ISI Web of Knowledge wird das Journal mit diesem Impact Factor in der Kategorie Biochemie und Molekularbiologie an 140. Stelle von 289 Zeitschriften, in der Kategorie medizinische Chemie an 24. Stelle von 59 Zeitschriften und in der Kategorie organische Chemie an 14. Stelle von 57. Zeitschriften geführt.